# Boričje
Boričje (cyr. Боричје) – wieś w Czarnogórze, w gminie Plužine. W 2011 roku liczyła 32 mieszkańców.